# Franeker
Franeker (vestfrisisk: Frjentsjer) er en by i nederlandsk Frisland med 12.996 indbyggere (pr. 1. januar 2006). Den er administrativt sæde for kommunen Franekeradeel.
Franeker grundlagdes omkring år 800 som en karolingsk befæstning. I 1000-tallet udviklede staden sig til et administrativt centrum. Den fik stadsrettigheder i 1374. I 1400-talet blev byen sæde for hertug Albrecht 3. af Sachsen. Fra 1585 til 1811 lå der et universitet i byen, det næstældste i Nederlandene. 